# Narcís Coll i Prat
Narcís Coll i Prat -també conegut com a Narcís Coll d'Ermedàs- (Cornellà del Terri, 26 de novembre de 1754 - Madrid, 30 de desembre de 1822) va ser canonge i xantre de la Catedral de Girona, arquebisbe de Caracas (Veneçuela) i finalment nombrat bisbe de Palència, càrrec que no va poder ocupar per la seva sobtada mort.

## Biografia
Narcís Coll i Prat va néixer en una família pagesa resident a Cornellà del Terri, més concretament al veïnat anomenat d’Ermedàs. Els seus pares eren l’Isidre Coll i la Teresa Prat.
Va iniciar estudis al Seminari Diòcesà de Girona i els va completar a la Universitat de Cervera, on es va llicenciar en Dret Canònic i doctorar en Dret Civil el 1872. En aquesta mateixa universitat hi va obtenir càtedra com a substitut. El 1874 va rebre l’ordenació a Girona.
Protegit del bisbe de Girona, Tomàs de Lorenzana, i gràcies els seus estudis jurídics, va arribar a ser el seu vicari general i xantre de la Catedral.
El 17 de gener de 1808 se’l va nomenar arquebisbe de Caracas i va ser consagrat, camí del seu destí a Amèrica, a Las Palmas de Gran Canària, pel bisbe d’aquelles illes, Miguel Verdugo, l’11 de juny de 1810.
Si la guerra contra Napoleó havia convertit la Península en un camp de batalla, no va ser més tranquil l’escenari on va arribar Narcís Coll i Prat, en ple procés d’independència. A més, el març de 1812 es produí un incident no menys banal, com fou un terratrèmol catastròfic que afectà seriosament Veneçuela.
L’arquebisbe mostrà, al llarg dels anys d’estança a Caracas, un tarannà moderat i tolerant amb les successives autoritats, tant realistes com independentistes que una a una anaven aconseguint el poder, procurant sempre salvar vides i decantant-se, segurament més per necessitat que per convicció, per la causa de la independència. Aquest fet no va agradar a Madrid, que seguint les recomanacions del general Pablo Morillo (1775-1837), el van fer tornar a Europa.
Un cop a l’Espanya peninsular intentà justificar la seva conducta amb amplis informes. I no fou fins a l’abril de 1821 que Ferran VII li va permetre retornar a la seva arxidiòcesi. Però el permís arribava massa tard, allà, després de la decisiva derrota a la batalla de Carabobo, va ser impossible el seu retorn.
En aquells anys, l’Espanya peninsular estava immersa en el Trienni Liberal (1820-1823) i era molt complicat nomenar bisbes. Els candidats del govern espanyol no eren del grat de Roma, i no els preconitzava. Però el papa Pius VII, que tampoc volia mostrar-se absolutament tancat, va acceptar la designació de Narcís Coll i Prat com a bisbe de Palència (Castellà i Lleó) el 19 d’abril de 1822. El bisbe no va poder prendre possessió del càrrec ja que a pocs dies de traslladar-se a la seva nova diòcesi va morir, al 30 de desembre de 1822.